# علی اقبالی
علی اقبالی (زاده ۱۲۹۰ همدان_ درگذشت ۱۳۹۱ همدان) بنیان‌گذار تدریس رشته نقشه‌برداری در دانشگاه تهران و مؤسس مدرسه عالی کشاورزی همدان در سال ۱۳۴۶بود و از ایشان به عنوان پدر آموزش عالی خصوصی ایران یاد می‌شود.
او کتاب‌هایی از جمله سفرنامه «از پاریس تا کشورهای اسکاندیناوی»، «کارتوگرافی، جغرافیا و نقشه‌های زمین‌شناسی» و «امپراتوری اشکانیان» دارداز دیگر کارهای استاد اقبالی تاسیس دانشکده های کشاورزی شیراز ، ارومیه و اهواز بود.
در سال ۱۳۲۶پس از تصویب قانون تاسیس دانشگاهها از طرف پروفسور اوبرلین با درجه استادی به عنوان عضو هیئت علمی دانشگاه تبریز انتخاب و مشغول تدریس و تحقیق شد .در همین دوران دانشکده کشاورزی ارومیه را تاسیس کردند. وی در سال۱۳۲۷ با درجه دانشیاری به دانشگاه تهران انتقال یافت و نخستین بار رشته زمین شناسی و نقشه برداری را در این دانشکده راه اندازی کرد در سال ۱۳۳۱ به عضویت هیئت علمی دانشگاه شیراز درآمده و همزمان مامور تاسیس دانشکده کشاورزی  دانشگاه شیراز شدند ودر سال ۱۳۳۲ آن را بنا نهادند .در سال ۱۳۳۳ به دعوت شورای فرهنگی  یونسکو  برای دو سال به فرانسه رفتند ودر آنجا به تحقیق در مورد نحوه آبیاری در ایران و ارزش و اهمیت قنات در این کشور پرداختند و سپس رساله دکتری خود را در مورد موضوع فوق به رشته تحریر در آوردند و موفق به اخذ مدرک دکتری هیدرو ژیولوژی  شدند و سپس به ایران بازگشتند . در سال ۱۳۳۵ دکتر اقبالی با درجه استادی دانشگاه تهران به در خواست نمایندگان وقت مجلس شورای ملی مامور تاسیس و گسترش دانشگاه جندی‌شاپور خوزستان شدند .در دوران ماموریت خوزستان دانشکده کشاورزی اهواز را بنیان نهادند  این امر مهم با با اخذ مجوز مزرعه هزار هکتاری ملا ثانی  از املاک شرکت ملی نفت ایران برای دانشگاه جندی‌شاپور  امکان یافت . در سال۱۳۴۰ دکتر اقبالی بار دیگر به دعوت  یونسکو به فرانسه اعزام شد و پروژه بررسی آبهای سرچشمه پاریس و رودخانه سن را به عنوان موضوع تحقیق انتخاب و نتیجه تحقیق به شکل رساله و ارایه فرمولی به نام ایشان و دکتر مگنین تهیه و در برابر داوران با امتیاز افتخار پذیرفته شد.
همزمان با دوران ریاست دکتر منوچهر اقبال در سازمان یونسکو در سال ۱۳۴۲ به عنوان معاون ایشان منصوب شده و فعالیت های ایشان منجر به تاسیس رشته  آب‌شناسی در دانشکده علوم دانشگاه تهران شد. ایشان به مدت ۲۰ سال دیگر در دانشگاهای تهران همکاری  وتدریس داشتند و صاحب کرسی رشته آب‌شناسی دانشگاه تهران بودند .در سال ۱۳۴۶ اولین مرکز آموزش عالی خارج از مرکز را با موافقت سازمان برنامه بنیان نهادند که در طول ده سال ۱۲۰۰ مهندس وکمک مهندس به بازار کار ایران معرفی نمودند در همین سال مدرسه عالی کشاورزی  همدان  را در زمینی به مساحت ۴۰ هکتار واقع در کیلومتر شش جاده همدان به کرمانشاه  بنیان گذاشت . این مدرسه در دو سال اول  در دوره کاردانی  رشته کشاورزی و از سال سوم به بعد  در دوره کارشناسی ترویج و آموزش کشاورزی  و تعاون روستایی  دانشجو تربیت می کرد.وی همچنین با تصویب سازمان یونسکو مقدمات تاسیس  سازمان ژیولوژی  و هیدروژیولوژی  خاورمیانه را در ایران بنیان نهاد .دکتر اقبالی در زمینه ترجمه و تالیف در حوزه زمین شناسی و نقشه برداری آثار ماندگاری را از خود به جای گذاشته است  علاوه بر رشته های علوم کشاورزی و زمین شناسی در زمینه تاریخ نیز آثاری را بر جای گذاشته که مشهورترین آن کتاب ذوالقرنین است  . استاد اقبالی پس از پیروزی انقلاب اسلامی به فعالیت علمی خود ادامه داد و در سال۱۳۷۳ موسسه آموزش عالی آبادانی و  توسعه روستاها را تاسیس کرد.این موسسه با روند توسعه  رشته ها و مقاطع تحصیلی در سال ۱۳۸۶ به نام موسسه آموزش عالی عمران و توسعه تغییر نام یافت . دکتر اقبالی در اسفند ۱۳۸۷ از سوی انجمن آثار و مفاخر فرهنگی ایران به عنوان یکی از مفاخر  علمی ایران معرفی و مورد تقدیر قرار گرفت .
دکتر علی اقبالی در تاریخ ۲۲ اسفند سال ۹۱ پس از یک دوره بیماری کوتاه مدت در بیمارستان بوعلی سینای همدان دار فانی را وداع گفت.

## تالیفات و ترجمه‌ها
- ورزش روزانه بانوان (۱۹۴۵ میلادی)
- رمان تریستان وایزو ۱۳۲۵ (ترجمه)
- ترجمه کتاب زمین‌شناسی آذربایجان، تألیف «هوبرت رپین» (ترجمه) ۱۹۴۸ میلادی.
- رساله دکترا در آبیاری ایران و قنات به زبان فرانسه (۱۹۵۴)
- سفرنامه از پاریس تا کشورهای اسکاندیناوی (۱۹۵۷ میلادی)
- تکنونیک (چاپ اول ۱۹۶۱ - چاپ دوم ۱۹۶۴).
- کارتوگرافی و نقشه‌های زمین‌شناسی (چاپ اول ۱۹۶۱- چاپ دوم ۱۹۶۴).
- هیدروژئولوژی، تألیف «ژیلبر کاستانی» ترجمه (دو جلد ۱۹۶۵).
- نقش جنگل در ازدیاد آب (۱۹۶۹)
- اتم در زمین‌شناسی (۱۹۷۵)
- ترجمه اکولوژی (چاپ اول ۱۹۷۷- چاپ دوم ۸۵).
- سفرنامه ژان اتر (OTTER) مبحث تاریخی مربوط به دوره نادرشاه ترجمه (۱۹۸۸)
- کتاب چنگیزخان تألیف موریس پرشرون ترجمه (۱۹۹۱)
- پیشنهادهایی دربارهٔ حل مشکل و طرح ترافیک تهران. (۱۳۷۰).
- کدامین محیط زیست «تألیف» (۱۳۷۸)
- زمین‌شناسی، بحث و تحقیق (۱۳۷۹)
- کتاب «زمین» ابزارها و روش‌ها تألیف پاکت و ژان در کور ترجمه (۱۳۸۳)
- ذوالقرنین، کوروش کبیر یا اسکندر مقدونی (تألیف ۱۳۸۶)
- دیده‌ها و شنیده‌ها در دست ویراستاری است(۱۳۸۶)
- امپراتوری اشکانیان یا تاریخ پارت‌ها در دست چاپ است. (۱۳۸۶)